# من أعلى مهد الجاز
من أعلى مهد الجاز: موسيقى نيو أورلينز منذ الحرب العالمية الثانية، هو كتاب من تأليف جيسون بيري وجوناثان فوس وتاد جونز. يؤرخ تاريخ موسيقى نيو أورلينز في المقام الأول الإيقاع والبلوز، وتطورها بعد الحرب العالمية الثانية. نُشر لأول مرة في عام 1986. وصدرت طبعة ثانية موسعة في عام 2009.

## ملخص
في أوائل القرن العشرين ، كانت نيو أورلينز عبارة عن بوتقة انصهار ثقافي ولديها مشهد موسيقي نابض بالحياة. أفسح هذا المجال لتطوير موسيقى الجاز من قبل موسيقيين أمريكيين من أصل أفريقي في المدينة، وهو النوع الذي يضم تأثيرات متعددة. استمر ظهور أنواع موسيقية جديدة في نيو أورلينز، وبحلول الخمسينيات من القرن الماضي، اكتسب الإيقاع والبلوز موطئ قدم كأسلوب راسخ. 
يؤرخ الكتاب مسار تطور الموسيقى في نيو أورلينز بعد الحرب العالمية الثانية من موسيقى الجاز إلى الإيقاع والبلوز بشكل أساسي بالإضافة إلى موسيقى الروك أند رول وموسيقى الجاز الطليعية. يقدم حسابًا تاريخيًا جنبًا إلى جنب مع التأثيرات الثقافية التي حولت صوت نيو أورلينز ، مثل هنود ماردي غرا والتأثيرات الكاريبية والعائلات الموسيقية واستمرارية الأجيال والأفراد المميزين والنوادي واستوديوهات التسجيل. تتكون الطبعة الأولى التي نُشرت عام 1986 من تسعة عشر فصلاً مصنفة تحت أربعة عناوين:
- أصول موسيقى الإيقاع والبلوز في نيو أورليانز
- سنوات التدفق 1954-1963
- المكافحة للخروج من الستينيات
- الاتصال الكاريبي

الطبعة الثانية المنشورة في عام 2009 تحتوي على محتوى إضافي ، بما في ذلك تدمير إعصار كاترينا والجهود اللاحقة لاستعادة مجتمع الموسيقى. الكتاب ليس شاملاً بالكامل من حيث الأنواع ، كما أن التحولات في موسيقى الجاز التقليدية ، وديكسيلاند ، والإنجيل تم تجاهلها عمداً من قبل المؤلفين.

## آراء النقاد
كتب غاري جيدينز من ذا فيليج فويس أن المؤلفين "أظهروا كيف ساعدت الأجيال اللاحقة من موسيقيي نيو أورلينز في إثارة ظواهر ما بعد الحرب مثل الإيقاع والبلوز والروك أند رول وحتى موسيقى الجاز الطليعية" ، وقالوا إن الكتاب "يصنع مساهمة جديرة في إزالة الغموض عن موسيقى نيو أورلينز التي لا تزال تنبض بالحياة ". كتب كينان تورانس من صحيفة واشنطن تايمز "المقابلات الشخصية" و "القصص المتشابكة لمختلف أحياء نيو أورلينز والنوادي الليلية والحانات وأماكن الموسيقى التاريخية الأخرى (...) تمنح القارئ إحساسًا حقيقيًا بالحياة في Big Easy." في مجلة الدراسات الأمريكية كتب أندرو كلارك أن الكتاب يشيد "بتنوع الموسيقى وقوة تحملها باعتبارها اللغة التاريخية للمدينة وثقافتها ثنائية العرق" ، ووصف العرض التقديمي بأنه "سجل شفهي".